# Újfehértó
Újfehértó è una città di 13.450 abitanti situata nella contea di Szabolcs-Szatmár-Bereg, nell'Ungheria nord-orientale.

## Amministrazione

### Gemellaggi
- Braniștea, Romania
- Kurszk, Russia
- Nymburk, Repubblica Ceca